# Gun Frontier
Autre
Gun Frontier (ガン フロンティア, Gan Furontia) est un des premiers manga de Leiji Matsumoto.

## Synopsis
Albator et Toshiro errent ensemble dans l'Ouest américain.

## Publication
Gun Frontier a été publié entre 1972 et 1975 dans le magazine japonais PlayComic. Le manga est composé de près de 500 pages divisée en 33 chapitres ainsi que de quelques histoires annexes. En 1983, Matsumoto publie Gun Frontier 2. L'action des 31 nouveaux chapitres se situe toujours dans le Far West mais c'est bien de science-fiction dont il s'agit cette fois. Cette nouvelle série fait le lien avec les autres séries d'Albator. La version française est sortie aux éditions Black Box le 12 juillet 2016 et compte deux volumes.

## Personnages
- Tochiro Oyama
- Franklin Harlock Jr.
- Shinunora
- Darkmeister

## Adaptations
- Gun Frontier (OAV)